# Новиця (Вармінсько-Мазурське воєводство)
Новиця (пол. Nowica, нім. Neumark) — село в Польщі, у гміні Вільчента Браневського повіту Вармінсько-Мазурського воєводства.
Населення — 208 осіб (2011).
У 1975-1998 роках село належало до Ельблонзького воєводства.

## Демографія
Демографічна структура станом на 31 березня 2011 року:
|          | Загалом | Допрацездатний вік | Працездатний вік | Постпрацездатний вік |
| -------- | ------- | ------------------ | ---------------- | -------------------- |
| Чоловіки | 114     | 23                 | 80               | 11                   |
| Жінки    | 94      | 17                 | 48               | 29                   |
| Разом    | 208     | 40                 | 128              | 40                   |